# Polymorphus crassus
Polymorphus crassus es una especie de acantocéfalo del género Polymorphus, familia Polymorphidae. Fue descrita por Van Cleave en 1924. Se encuentra en América del Norte.